# Flor do Reggae
"Flor Do Reggae" é uma canção da cantora brasileira Ivete Sangalo, lançada como o primeiro single do seu primeiro álbum ao vivo, MTV ao Vivo (2004). A canção foi escrita pela própria Sangalo, junto com seus parceiros Gigi e Fabinho O'Brian. A canção deriva-se do reggae e é uma balada onde Sangalo fala sobre estar longe da pessoa amada e tem versos sobre morrer de amor.
"Flor do Reggae" alcançou o topo das paradas de sucesso do Brasil, tornando-se seu quarto single número um. Além disso, a canção foi a segunda mais executada em todo ano de 2004. A canção também foi um sucesso em Portugal, alcançando o topo da parada de sucesso portuguesa.
Sangalo divulgou a canção em inúmeros programas de TV, entre eles, Caldeirão do Huck, Domingão do Faustão, Altas Horas, Mais Você, além de tê-la adicionado no seu segundo álbum ao vivo, Multishow ao Vivo: Ivete no Maracanã (2007). A canção foi regravada pela atriz e apresentadora Maísa, para o seu álbum de estreia, Tudo que Me Vem na Cabeça (2009), num dueto com a própria Sangalo.

## Antecedentes
Em agosto de 2003, Sangalo lançou seu quarto álbum de estúdio, Clube Carnavalesco Inocentes em Progresso. Antes mesmo de gravar o álbum, Sangalo recebeu um convite da MTV para gravar um disco ao vivo, mas recusou. "Cheguei à conclusão de que deveria esperar mais um pouco. A Banda Eva já tinha um disco ao vivo, e eu acho que ainda preciso construir uma carreira consistente para formar um repertório que tenha uma história e justifique um disco ao vivo. Acho que todo disco deve ter um romantismo. Mas ainda tenho grandes planos com a MTV pela frente" disse a cantora.
Após alguns meses do álbum lançado, Sangalo aceitou o convite da MTV, alegando que, "Foi difícil resistir ao convite por causa dos pedidos do público. Juntamos a oportunidade aos pedidos dos fãs e realizamos o ao vivo." Numa entrevista, a cantora explicou, "Eu ainda não tinha uma estrutura de show para um projeto desse porte. Se era para fazer um 'MTV Ao Vivo', tinha que ser bem-feito", garantindo que não previa o sucesso que faria a música "Sorte Grande".

## Lançamento
Após o sucesso estrondoso de "Sorte Grande", Sangalo tentou lançar mais um single de Clube Carnavalesco Inocentes em Progresso, como a canção "Você e Eu, Eu e Você (Juntinhos)" , que acabou falhando em obter algum sucesso. Ao ser perguntada sobre ter várias canções que ainda poderiam se tornar sucesso, e por conta disso adiar um pouco o álbum ao vivo, Sangalo comentou, "É que vínhamos adiando esse projeto de CD e DVD e os pedidos eram muitos, aí pintou a oportunidade e decidimos fazer." Uma das únicas inéditas do álbum, "Flor do Reggae" foi anunciada como single em fevereiro de 2004. A canção foi oficialmente lançada em março e contou com um CD single para maior divulgação.

## Composição
"Flor do Reggae" foi composta por Ivete Sangalo, em parceria com os compositores Gigi e Fabinho O'Brian (que já tinham escrito para Ivete as canções "Penso", "Faz Tempo", entre outras). "Flor do Reggae" é a segunda música de Sangalo que carrega o reggae como estilo principal (a primeira sendo "Natural Collie" do Clube Carnavalesco Inocentes em Progresso) e o primeiro single totalmente "reggae" da cantora. A canção começa com sons de saxofone, intercalados com o coral dizendo, "oh oh". Logo em seguida, a canção é dominada pelo reggae, e Sangalo começa a cantar sobre um amor que está distante, o que é comprovado nas partes, "Um grito de dor que vem do peito de quem amou alguém/O reggae que traz saudade de quem me beijou, que agora tá tão distante em outra ilha."
No refrão, Ivete se compara a uma flor, pedindo para seu amado a cheirar e regar, "Como se eu fosse flor você me cheira/Como se eu fosse flor você me rega/E nesse reggae eu vou a noite inteira/Porque morrer de amor é brincadeira," canta Ivete.

## Recepção

### Crítica
Mauro Ferreira da ISTOÉ Gente disse que a canção é "mediana". Já Marcos Paulo Bin do Universo Musical disse que o "MTV ao Vivo" de Sangalo "é ótimo, com os principais sucessos da carreira solo e alguns dos tempos de Banda Eva, mais a inédita Flor do Reggae," considerando a cantora "um oásis no universo do axé." Em uma crítica do show de Sangalo, o crítico também disse que "o público foi ao delírio em 'Flor do Reggae', provando o sucesso radiofônico da canção."

### Comercial
A canção estreou nas paradas de sucesso do Brasil no dia 3 de abril de 2004, e na sua segunda semana, a canção entrou para a posição de número 14. Na terceira semana, a canção adentrou o Top 10, subindo para a posição de número 5. Em sua quinta semana, no dia 1º de maio de 2004, "Flor do Reggae" foi a canção mais tocada em todo o Brasil, alcançando o topo das paradas. A canção foi a quarta música de Sangalo a ocupar o topo das paradas do Brasil, além de ter ficado por cinco semanas no topo. No final do ano, a Crowley Broadcast Analysis divulgou a lista com as canções mais tocadas em 2004, e "Flor do Reggae" ficou na segunda posição, perdendo apenas para "Nosso Amor é Ouro" de Zezé di Camargo e Luciano. Em 2009, a canção recebeu certificado de platina pela Pro-Música Brasil (PMB), por vendas superiores a 100 mil cópias.
Em Portugal, "Flor do Reggae" foi um sucesso estrondoso, estreando na parada portuguesa na posição de número 17, no dia 7 de julho de 2004. Na sua terceira semana, a canção adentrou o Top 10, subindo para a posição de número 9. Na sua 13ª semana, no dia 30 de setembro, a canção alcançou o topo da parada portuguesa, sendo o primeiro número um de Sangalo no país. A canção ficou a semana seguinte no topo das paradas, totalizando duas semanas no topo. "Flor do Reggae" também entrou na "Europe Official Top 100" (parada das músicas mais tocadas em toda a Europa), alcançando o pico de número 59.

## Outras versões
"Flor do Reggae" entrou na compilação Axé Bahia 2005, sendo a primeira faixa da coletânea. Sangalo também incluiu a canção nas suas compilações A Arte de Ivete Sangalo, Novo Millennium (ambas de 2005) e Ivete Sangalo (2006). Em 2007, Sangalo cantou a canção no seu segundo álbum ao vivo, Multishow ao Vivo: Ivete no Maracanã. Em 2008, a canção entrou nas compilações Perfil e Sem Limite. Por fim, em 2012, a canção entrou na compilação O Carnaval de Ivete Sangalo.
Em 2009, a apresentadora, atriz e cantora Maísa Silva regravou "Flor do Reggae" no seu álbum de estreia, Tudo que Me Vem na Cabeça, num dueto com a própria Sangalo, que gravou trechos da música em seu estúdio particular em Salvador e enviou a faixa para ser mixada junto com a voz de Maísa. Bruno Dias da Editora Abril achou que "O CD pode espantar os pais mais cuidadosos por trazer um excesso de canções adultas como "Eu só quero um xodó", "Flor do reggae" (com Ivete Sangalo) e "Vou fazer pirraça" (com Jorge & Mateus).

## Faixas
| Flor do Reggae - Single |                                    |                                       |         |  |
| N.º                     | Título                             | Compositor(es)                        | Duração |  |
| 1.                      | "Flor do Reggae" (versão original) | Ivete Sangalo, Gigi e Fabinho O'Brian | 4:25    |  |
| 2.                      | "Flor do Reggae" (versão editada)  | Ivete Sangalo, Gigi e Fabinho O'Brian | 4:04    |  |
| Duração total:          | Duração total:                     | Duração total:                        | 8:29    |  |

## Desempenho nas tabelas musicais
| País — Tabela musical (2004)     | Posição de pico |
| -------------------------------- | --------------- |
| Brasil (Top 5 Brasil)            | 1               |
| Europa (Europe Official Top 100) | 59              |
| Portugal (Portugal Top 20)       | 1               |

| País — Tabela musical (2004) | Posição de pico |
| ---------------------------- | --------------- |
| Brasil (Hot 100 Brasil)      | 2               |

### Certificações
| Região — Associação        | Certificação | Vendas   |
| -------------------------- | ------------ | -------- |
| Brasil (Pro-Música Brasil) | Platina      | 100.000+ |

## Versão de Maisa
"Flor do Reggae" é uma canção da cantora e apresentadora brasileira Maisa, com a participação da cantora Ivete Sangalo, a canção é uma regravação da canção de Sangalo, lançada como terceiro single do seu primeiro álbum de estúdio Tudo que Me Vem na Cabeça (2009). A música caiu na internet em 12 de fevereiro de 2010. Maisa se apresentou no programa Uma Hora de Sucesso cantando a canção.

## Lançamento
Maisa lançou a música "Flor do Reggae" na Rádio Mania Web em 12 de fevereiro de 2010 especialmente para o carnaval. Um dia depois foi disponibilizado no iTunes a canção alcançou a primeira posição nas vendas da loja online.

## Lista de faixas
| CD single |                                      |         |  |
| N.º       | Título                               | Duração |  |
| 1.        | "Flor do Reggae" (com Ivete Sangalo) | 4:16    |  |

| Download digital |                                      |         |  |
| N.º              | Título                               | Duração |  |
| 1.               | "Flor do Reggae" (com Ivete Sangalo) | 4:17    |  |

| EP Download digital |                             |         |  |
| N.º                 | Título                      | Duração |  |
| 2.                  | "Flor do Reggae" (Extended) | 4:28    |  |

## Desempenho nas tabelas musicais
| \| Tabela musical (2010) \| Melhor posição \| \| ----------------------------------- \| -------------- \| \| Brasil (Crowley Broadcast Analysis) \| 8 \| |                |
| Tabela musical (2010) | Melhor posição |
| Brasil (Crowley Broadcast Analysis) | 8              |